# Accelerated Processing Unit
Гибри́дный проце́ссор (англ. accelerated processor unit, APU — букв. «ускоренный процессор»; «процессор с видеоускорителем») — термин для обозначения микропроцессорной архитектуры, подразумевающей объединение центрального процессора с графическим в одном кристалле.
Результатом этого являются снижение общего энергопотребления и стоимости системы за счёт сокращения числа комплектующих, унификации технологии. Гибридные процессоры позволят создавать компактные системы (в частности, отпадает необходимость в северном мосте), пригодные для большинства задач, не требующих мощной графики.
Впервые идея гибридных процессоров была озвучена представителями компании AMD в 2006 году, после приобретения ею фирмы ATI, выпускающей графические процессоры.

## Воплощение
В настоящий момент есть несколько воплощений данной концепции. При этом следует заметить, что, хотя процессоры AMD Llano могут ускорять параллельные вычисления, а Intel Sandy Bridge способны задействовать мощности графики лишь при перекодировании видео, но на деле и те, и другие возможности почти не используются. Поэтому с практической точки зрения любой из процессоров, о которых идёт речь, представляет собой обычные центральный процессор и видеокарту, собранные внутри одной микросхемы.

### AMD
Разработка технологии Fusion (рус. слияние) стала возможной после покупки компанией AMD канадской компании ATI, известного производителя видеопроцессоров, осенью 2006 года.
И впервые идея об APU была озвучена представителями AMD тогда же, почти одновременно с покупкой ATI. Через год уже строились грандиозные планы: сначала готовилась интеграция двух кристаллов в одном корпусе (как сделала Intel, см. ниже), затем — на одном кристалле, но со слабым взаимодействием (видимо, с отдельным контроллером памяти для видеопамяти), потом — с разделяемыми ресурсами, и, наконец, с полным «сплавом» вычислительных блоков общего и графического назначений.
Причём первый шаг должен был произойти уже в 2008 или 2009, а технология должна была дебютировать во второй половине 2009 года как преемник последней процессорной архитектуры.
Первое поколение таких процессоров — Llano — появилось на рынке в 2011 году.
Осенью 2012 года на рынок вышло и второе поколение APU от AMD — Trinity.
В продажу идут также APU с отключёнными (отбраковка) GPU по более низкой цене.
В феврале 2018 года на суд общественности предстали APU от AMD, в виде Ryzen 5 2400G и AMD Ryzen 3 2200G с графикой Radeon Vega Graphics 11 и 8 соответственно. В данных процессорах производительность видеоядра вплотную достигла уровня производительности дискретной видеокарты от NVIDIA (GeForce GT 1030), а также находится в паритете с самой мощной интегрированной графикой от Intel Iris Pro Graphics 6200.

### IBM/GlobalFoundries
В 2010 году был представлен чип, имеющий полное право называться первым массовым APU (XCGPU — процессор для приставок Xbox модели S), в котором интегрированы Xenon CPU и Xenos GPU. Производится компанией GlobalFoundries (бывшее подразделение AMD) по 45-нм техпроцессу. На двух кристаллах чипа находятся 372 млн транзисторов. В сравнении с оригинальным чипсетом Xbox 360 физический размер чипа уменьшился на 50 %, а потребление питания — на 60 %.

### Intel
От компании Intel — процессоры на микроархитектуре Sandy Bridge и дальнейшее её развитие (Ivy Bridge, Haswell, также Larrabee). Там это было реализовано даже раньше, когда ещё в 2010 году в процессорах под торговой маркой Core i7/i5/i3 интегрированный графический процессор переместили из северного моста в сам ЦП, но, правда, оставили отдельным кристаллом (причём изготовленным по худшей технорме).
При этом Intel избегает называть свои процессоры «APU», именуя их традиционным термином «CPU» (или же «CPU со встроенным графическим ядром»).
Производительность применённых в них видеоядер HD Graphics серий 2000, 2500, 3000 не сильно отличается от производительности обычной встраиваемой в северный мост графики, и только видеоядро HD Graphics 4000, встраиваемое в некоторые модели Ivy Bridge, обладает достаточной производительностью (находится по этому параметру где-то между такими современными дискретными видеоускорителями как Radeon HD 6450 и Radeon HD 6570) но в состоянии конкурировать только с Radeon HD 7540D (которое установлено в младших моделях AMD Fusion). Однако эта старшая версия ориентирована главным образом на ноутбуки, где использование дискретной графики наносит серьёзный удар по мобильности, а нужда в интегрированных и производительных решениях очень высока. В десктопных же процессорах HD Graphics 4000 можно получить лишь в составе редких специальных предложений либо как часть дорогих CPU.
Однако, поддержка DirectX 11, и, особенно, применяемая в них улучшенная технология Quick Sync (не во всех моделях процессоров) даёт значительный прирост (до 75 %) в выполнении вычислений общего назначения, например — при перекодировании видео.

## Сравнение с традиционной схемой (с раздельнымиCPUиGPU)

### Преимущества
- Упрощает устройство компьютера, снижает количество возможных мест отказа.
- Видеочип и процессор находятся под единым кулером; это даёт более мощное видео (по сравнению со встроенным в чипсет материнской платы) и снижает шум в простое (по сравнению с дискретной видеоплатой)[источник не указан 1801 день].
- Система может использовать в качестве видеопамяти оперативную память.

Особенно эти преимущества важны в ноутбуках и недорогих «офисных» компьютерах.

### Недостатки
- Чтобы вписаться в заявленное тепловыделение, некоторые APU при активном использовании встроенного видео снижают частоту процессора общего назначения.
- В видеокартах высокого класса для настольных ПК технологии памяти на год-полтора опережают таковые на материнских платах. Поэтому применение APU на геймерских компьютерах неэффективно (хотя всегда остаётся возможность использования и «внешней» продвинутой видеокарты).